# 阎稚新
阎稚新，山西临县人。国防大学教授，历任连、营、团、军领导职务，先后在总政治部、军事科学院、政治学院、国防大学工作，曾任国际红十字会板门店小组中方代表、总政治部组织部政工条例处处长、总政治部组织部部长，1984年离休，享受副兵团待遇。

## 生平
1921年7月1日，生于山西临县索达干村。
1936年冬，经介绍加入山西牺牲救国同盟会。
1937年4月，考入山西国民兵军官教导团。8月参加山西青年抗敌决死队，任第一中队政治部民运科长兼沁源县子弟兵团团长，期间参与了百团大战著名的关家垴之战。9月加入中华民族解放先锋队。10月转为中国共产党正式党员。
太原战役时负重伤回京疗养，住中组部前门外利顺德饭店招待所。
建国后长期在总政治部和军队院校工作，曾任总政治部组织部政工条例处处长，参与大量部队条例的制定。
朝鲜战争期间，在总政组织部兼管志愿军优抚工作，曾接受毛岸英遗物。1953年7月26日，作为国际红十字会板门店小组中方代表参加了朝鲜战争停战协议签字仪式。
文革中遭受迫害。
文革后任总政治部组织部部长。
1980年10月，作为山西新军史料征集工作发起人之一，做了很多史料研究工作。
1984年离休，享受副兵团待遇。
1988年获二级红星功勋荣誉章。

## 著作
《李大钊和冯玉祥》，解放军出版社，1987年。

## 家庭
胞弟阎愈新，西北大学教授。
大儿子阎阳生，《中国工商》原总编辑。
二儿子阎鹏。